# Walter Robert Gross
Walter Robert Gross (* 20. August 1903 in Katlakalns, Gouvernement Livland, (heute zu Riga, Lettland, gehörig); † 9. Juni 1974 in Tübingen) war ein deutscher Paläontologe und Erforscher der Frühgeschichte primitiver „Fische“.

## Leben
Walter Robert Gross wurde als Sohn des deutsch-baltischen Pastors Erwin Gross in Katlakalns (deutsch: Katlekaln) geboren. Von 1907 bis 1918 wohnte er mit seinen Eltern in Straupe. Von klein auf interessierte er sich für Lebewesen und wurde auch bald auf Fossilien z. B. in Bachgeschieben seiner Heimat aufmerksam und begann sie zu sammeln. Mit 18 trat er dem Naturforscher-Verein in Riga bei und nahm Kontakte zum Lettischen Naturkundemuseum auf.
Nach dem Militärdienst übersiedelte Gross aber studienhalber nach Deutschland und inskribierte Zoologie und Paläontologie in Marburg an der Lahn. 1929 setzte er die Studien an der Berliner Humboldt-Universität fort, nachdem er sich endlich für die Paläontologie entschieden hatte. Auf Grund seiner Untersuchungen am devonischen Asterolepis (Placodermi) aus den Geschieben des Gaujaflusses wurde er 1931 in Berlin promoviert, blieb an der Universität, wurde hier 1936 zum Dozenten und 1943 zum außerord. Professor ernannt. Er arbeitete vorwiegend an estnischen und lettischen Placodermi und niedrigen Teleostomi, wurde aber bald zur Wehrmacht einberufen; er geriet in Gefangenschaft und kam 1946 nach Berlin, aber erst 1949 an die Humboldt-Universität zurück, wo er nun ord. Professor, Institutsdirektor und Leiter der Paläontologischen Abteilung des Museums für Naturkunde wurde.
Nach dem Bau der Mauer blieb er mit seiner Frau Ursula und seinen drei Kindern – anlässlich eines Paläontologenkongresses in Hamburg im August 1961 – in der Bundesrepublik Deutschland und wurde auf Empfehlung Otto Schindewolfs außerordentlicher Professor in Tübingen, wo er 1969 emeritiert wurde. Bald darauf erkrankte er an Krebs, dem er 1974 erlag.

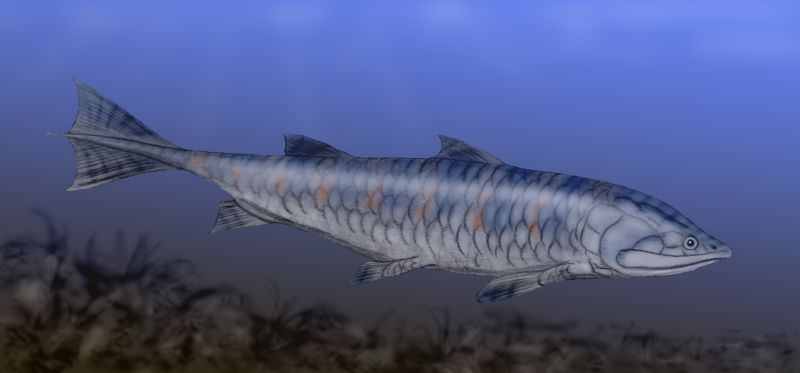
Grossius aragonensis, ein devonischer Sarcopterygier Spaniens, phantasievoll rekonstruiert.

## Forschungsfelder
Gross’ Verdienst liegt hauptsächlich im mikropaläontologischen Bereich. Von den primitiven „Fischen“ liegen zahllose Reste (Ichthyolithen) vor, jedoch meist bloß Fragmente (Zähne, Schuppen, Stacheln, Dermalplatten), selten artikulierte Skelette (oder wenigstens größere Teile davon). Dennoch war es, auch dank neuer Präparationstechniken, möglich, phylogenetische Reihen aufzustellen, also die Verwandtschaften der z. T. über 400.000.000 Jahre alten Tiere mehr und mehr zu erhellen.

## Ehrungen
1972 wurde er Ehrenmitglied der Paläontologischen Gesellschaft. Im gleichen Jahr wurde ihm im Rahmen der 500-Jahr-Feier der Ludwig-Maximilians-Universität München die Ehrendoktorwürde der Naturwissenschaften verliehen.
Zu seinem 70. Geburtstag wurde der mittlerweile als Weltkapazität anerkannte Forscher noch durch einen Band (A 143) der Palaeontographica (in denen die Mehrzahl seiner rund 90 Publikationen erschienen war) geehrt, der nur Arbeiten über (besonders paläozoische) Fischfossilien enthält. 1987 wurden anlässlich eines Symposions in Peking verschiedene Aktivitäten beschlossen, die Walter Gross’ Bedeutung für die Wirbeltierpaläontologie und überhaupt die Beiträge seiner baltischen Heimat zur Erforschung der Evolution der primitiven „Fische“ weiter ins rechte Licht setzen sollen.- Grossius ist ein ihm zu Ehren benanntes Fisch-Taxon.

## Veröffentlichungen (Auswahl)
- 1931. Asterolepis ornata Eichw. und das Antiarchi-Problem.- Palaeontographica A 75: 1–62.
- 1933. Die Fische des Baltischen Devons.- Palaeontographica A 79: 1–74.
- 1935. Studien am Außenskelett fossiler Agnathen und Fische.- Palaeontographica A 83: 1–60.
- 1940. Acanthodier und Placodermen aus Heterostius-Schichten Estlands und Lettlands.- Ann. Soc. Reb. Natur. Invest. Univer. Tartu 46: 1–89.
- 1941. Die Bothriolepis-Arten der Cellulosa-Mergel Lettlands.- Kungl. Svenska Vetenskaps-akademiens Handlingar 19 (5): 1–79.
- 1947. Die Agnathen und Acanthodier des obersilurischen Beyrichienkalks.- Palaeontographica A 96: 91–158.
- 1950. Die paläontologische und stratigraphische Bedeutung der Wirbeltierfaunen des Old Reds und der marinen altpaläozoischen Schichten. Berlin (Akademie-Vlg.)
- 1971. Downtonische und dittonische Acanthodier-Reste des Ostseegebietes.- Palaeontographica A 136: 1–82
- 1973. Kleinschuppen, Flossenstacheln und Zähne von Fischen aus europäischen und nordamerikanischen Bonebeds des Devons.- Palaeontographica A 142: 51–155.
- 1974. Kirchspiel und Pastorat Roop[1] in Südlivland 1907–1917.- Tübingen. 61 S.